# Aeropuerto Internacional de Macao
El Aeropuerto Internacional de Macao es el único aeropuerto que sirve la región administrativa especial de Macao en la República Popular China fue construido sobre un isla artificial. Su código IATA es MFM.
La aerolínea más importante del aeropuerto es Air Macau, que tiene su base de operaciones en esta terminal. Esta y otras aerolíneas proporcionan vuelos directos a una variedad de ciudades en China y el Extremo Oriente. El aeropuerto es un punto común de transferencia para vuelos entre la República Popular China y Taiwán.
Como el territorio vecino de Hong Kong, Macao tiene un gran nivel de autonomía y mantiene sus propios procedimientos de inmigración. Por lo tanto, vuelos a otros lugares en China reciben el mismo tratamiento que vuelos internacionales.
El aeropuerto fue proyectado y construido durante los últimos años de la soberanía portuguesa sobre la ciudad.

## Vuelos internacionales
| Ciudades por país  | Nombre del aeropuerto                           | Aerolíneas                                                        | Aeronaves                    | Frecuencias por semana |      |
| Asia               | Asia                                            | Asia                                                              | Asia                         | Asia                   | Asia |
| ------------------ | ----------------------------------------------- | ----------------------------------------------------------------- | ---------------------------- | ---------------------- | ---- |
| Camboya            |                                                 |                                                                   |                              |                        |      |
| Nom Pen            | Aeropuerto Internacional de Nom Pen             | Bassaka Air JC International Airlines                             |                              |                        |      |
| Sihanoukville      | Aeropuerto Internacional de Sihanoukville       | Cambodia Angkor Air (Chárter)                                     |                              |                        |      |
| China              |                                                 |                                                                   |                              |                        |      |
| Chengdú            | Aeropuerto Internacional de Chengdú-Shuangliu   | Air Macau                                                         | A32x                         |                        |      |
| Chongqing          | Aeropuerto Internacional de Chongqing-Jiangbei  | Air Macau                                                         | A32x                         |                        |      |
| Dalian             | Aeropuerto Internacional de Dalian-Zhoushuizi   | Xiamen Airlines                                                   |                              |                        |      |
| Fuzhou             | Aeropuerto Internacional de Fuzhou              | Xiamen Airlines                                                   |                              |                        |      |
| Guiyang            | Aeropuerto Internacional de Guiyang-Longdongbao | Air Macau                                                         | A32x                         |                        |      |
| Haikou             | Aeropuerto Internacional de Haikou-Meilan       | Hainan Airlines                                                   |                              |                        |      |
| Hangzhou           | Aeropuerto Internacional de Hangzhou-Xiaoshan   | Air Macau Spring Airlines Xiamen Airlines                         | A32x                         |                        |      |
| Harbin             | Aeropuerto Internacional de Harbin              | Spring Airlines                                                   | A32x                         |                        |      |
| Hefei              | Aeropuerto Internacional de Hefei-Xinqiao       | Air Macau                                                         | A32x                         |                        |      |
| Nankín             | Aeropuerto Internacional de Nankín-Lukou        | Air Macau                                                         | A32x                         |                        |      |
| Nanning            | Aeropuerto Internacional de Nanning-Wuxu        | Air Macau                                                         | A32x                         |                        |      |
| Ningbo             | Aeropuerto Internacional de Ningbo-Lishe        | Air Macau                                                         | A32x                         |                        |      |
| Pekín              | Aeropuerto Internacional de Pekín-Daxing        | Air Macau                                                         | A32x                         |                        |      |
| Quanzhou           | Aeropuerto Internacional de Quanzhou-Jinjiang   | Xiamen Airlines                                                   |                              |                        |      |
| Shanghái           | Aeropuerto Internacional de Hongqiao            | Air Macau China Eastern Airlines operado por Shanghái Airlines    | A32x                         |                        |      |
| Shanghái           | Aeropuerto Internacional de Shanghái-Pudong     | Air Macau China Eastern Airlines Juneyao Airlines Spring Airlines | A32x                         |                        |      |
| Shenyang           | Aeropuerto Internacional Taoxian                | Air Macau                                                         | A32x                         |                        |      |
| Tianjin            | Aeropuerto Internacional de Tianjin-Binhai      | Air Macau Xiamen Airlines                                         | A32x                         |                        |      |
| Wenzhou            | Aeropuerto Internacional de Wenzhou-Longwan     | Air Macau                                                         | A32x                         |                        |      |
| Wuhan              | Aeropuerto Internacional de Wuhan-Tianhe        | Air China China Southern Airlines                                 |                              |                        |      |
| Wuxi               | Aeropuerto Internacional de Sunan-Shuofang      | Shenzhen Airlines                                                 |                              |                        |      |
| Xiamen             | Aeropuerto Internacional de Xiamen-Gaoqi        | Air Macau Xiamen Airlines                                         | A32x                         |                        |      |
| Zhengzhou          | Aeropuerto Internacional de Zhengzhou-Xinzheng  | Air Macau                                                         | A32x                         |                        |      |
| Corea del Norte    |                                                 |                                                                   |                              |                        |      |
| Pionyang           | Aeropuerto Internacional de Sunan               | Air Koryo                                                         |                              |                        |      |
| Corea del Sur      |                                                 |                                                                   |                              |                        |      |
| Busan              | Aeropuerto Internacional de Gimhae              | Air Busan                                                         | A32x                         |                        |      |
| Seúl               | Aeropuerto Internacional de Incheon             | Air Macau Air Seoul Jeju Air Jin Air T'way Airlines               | A32x A320-200 B737 B7x7 B737 |                        |      |
| Filipinas          |                                                 |                                                                   |                              |                        |      |
| Clark              | Aeropuerto Internacional de Clark               | Cebu Pacific Air                                                  |                              |                        |      |
| Manila             | Aeropuerto Internacional Ninoy Aquino           | AirAsia Philippine Cebu Pacific Air Philippine Airlines           |                              |                        |      |
| Japón              |                                                 |                                                                   |                              |                        |      |
| Fukuoka            | Aeropuerto de Fukuoka                           | Air Macau                                                         | A32x                         |                        |      |
| Osaka              | Aeropuerto Internacional de Kansai              | Air Macau                                                         | A32x                         |                        |      |
| Tokio              | Aeropuerto Internacional de Narita              | Air Macau                                                         | A32x                         |                        |      |
| Malasia            |                                                 |                                                                   |                              |                        |      |
| Kota Kinabalu      | Aeropuerto Internacional de Kota Kinabalu       | AirAsia                                                           | A3xx                         |                        |      |
| Kuala Lumpur       | Aeropuerto Internacional de Kuala Lumpur        | AirAsia                                                           | A3xx                         |                        |      |
| República de China |                                                 |                                                                   |                              |                        |      |
| Kaohsiung          | Aeropuerto Internacional de Kaohsiung           | Air Macau EVA Air Tigerair Taiwan                                 | A32x                         |                        |      |
| Taipéi             | Aeropuerto Internacional de Taiwán Taoyuan      | Air Macau EVA Air Tigerair Taiwan                                 | A32x                         |                        |      |
| Taiyuan            | Aeropuerto Internacional de Taiyuan-Wusu        | Air Macau EVA Air Tigerair Taiwan                                 | A32x                         |                        |      |
| Singapur           |                                                 |                                                                   |                              |                        |      |
| Singapur           | Aeropuerto Internacional de Singapur            | Tiger Airways                                                     |                              |                        |      |
| Tailandia          |                                                 |                                                                   |                              |                        |      |
| Bangkok            | Aeropuerto Internacional Don Mueang             | Siam Air Thai AirAsia                                             | A32x                         |                        |      |
| Bangkok            | Aeropuerto Internacional Suvarnabhumi           | Air Macau Thai Smile                                              | A32x A320-232                |                        |      |
| Chiang Mai         | Aeropuerto Internacional de Chiang Mai          | Thai AirAsia                                                      | A32x                         |                        |      |
| Chonburi/Pattaya   | Aeropuerto Internacional de U-Tapao             | Thai AirAsia                                                      | A32x                         |                        |      |
| Phuket             | Aeropuerto Internacional de Phuket              | Thai AirAsia                                                      | A32x                         |                        |      |
| Vietnam            |                                                 |                                                                   |                              |                        |      |
| Da Nang            | Aeropuerto Internacional de Đà Nẵng             | Air Macau VietJet Air Vietnam Airlines                            | A32x                         |                        |      |
| Hanói              | Aeropuerto Internacional de Nội Bài             | Air Macau Vietnam Airlines                                        | A32x                         |                        |      |